# Ducado de Teschen
El Ducado de Teschen (en alemán: Herzogtum Teschen), también llamado Ducado de Cieszyn (en polaco: Księstwo Cieszyńskie) o Ducado de Těšín (en checo: Těšínské knížectví, en latín: Ducatus Tessinensis), era un ducado de Silesia autónomo centrado en Cieszyn (Teschen) en la Alta Silesia. Durante la división feudal de Polonia fue segregado del Ducado de Racibórz en 1281 y gobernado por los duques silesios de la dinastía de los Piastas a partir de 1290.
Los territorios ducales comprendían inicialmente los territorios de la Pequeña Polonia al este del río Biała, que en torno a 1315 fueron segregados para formar el Ducado de Oświęcim, mientras que el resto del ducado pasó a ser un feudo de Bohemia en 1327. Después de que el grueso de Silesia fuera conquistado por el rey prusiano Federico el Grande en 1742, Cieszyn/Těšín conjuntamente con los ducados de Troppau (Opava), Krnov y Nysa permaneció en la Silesia austríaca. El título ducal lo ostentaron los archiduques austriacos de la Casa de Lorena hasta 1918.

## Historia
El ducado compartió la historia con la región de la Silesia de Cieszyn, y también en parte con la de Silesia en general. La región había formado parte del extremo suroriental del ducado de Silesia medieval, establecido a la muerte del duque polaco Boleslao III Bocatorcida en 1138. En 1172 los hijos del primer duque de los Piastas de Silesia, Vladislao II el Desterrado, se dividieron la herencia: los territorios de Cieszyn pasaron a manos del duque Miecislao I de Racibórz.

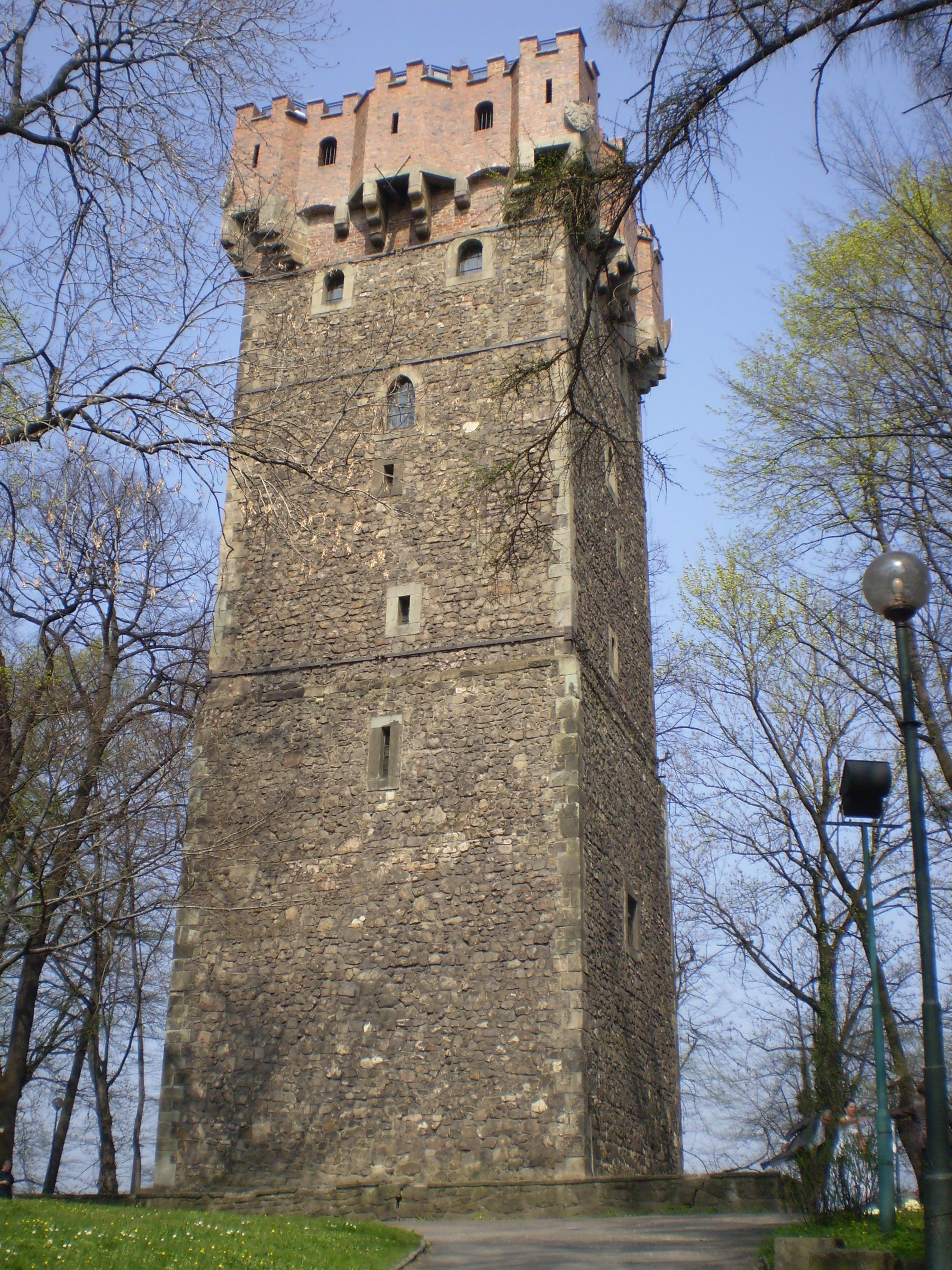
Castillo de los Piastas en Cieszyn, parte de la antigua sede de los duques.

El mismo Miecislao en 1202 ocupó el vecino Ducado de Opole, formando el ducado unificado alto silesiano de Opole y Racibórz. Después de la muerte del nieto de Miecislao, el duque Vladislav de Opole en 1281, la Alta Silesia fue de nuevo dividida entre sus hijos, y el hijo mayor Miecislao, pasó a ser el primer Duque de Cieszyn en 1290.

### Gobierno de los Piastas

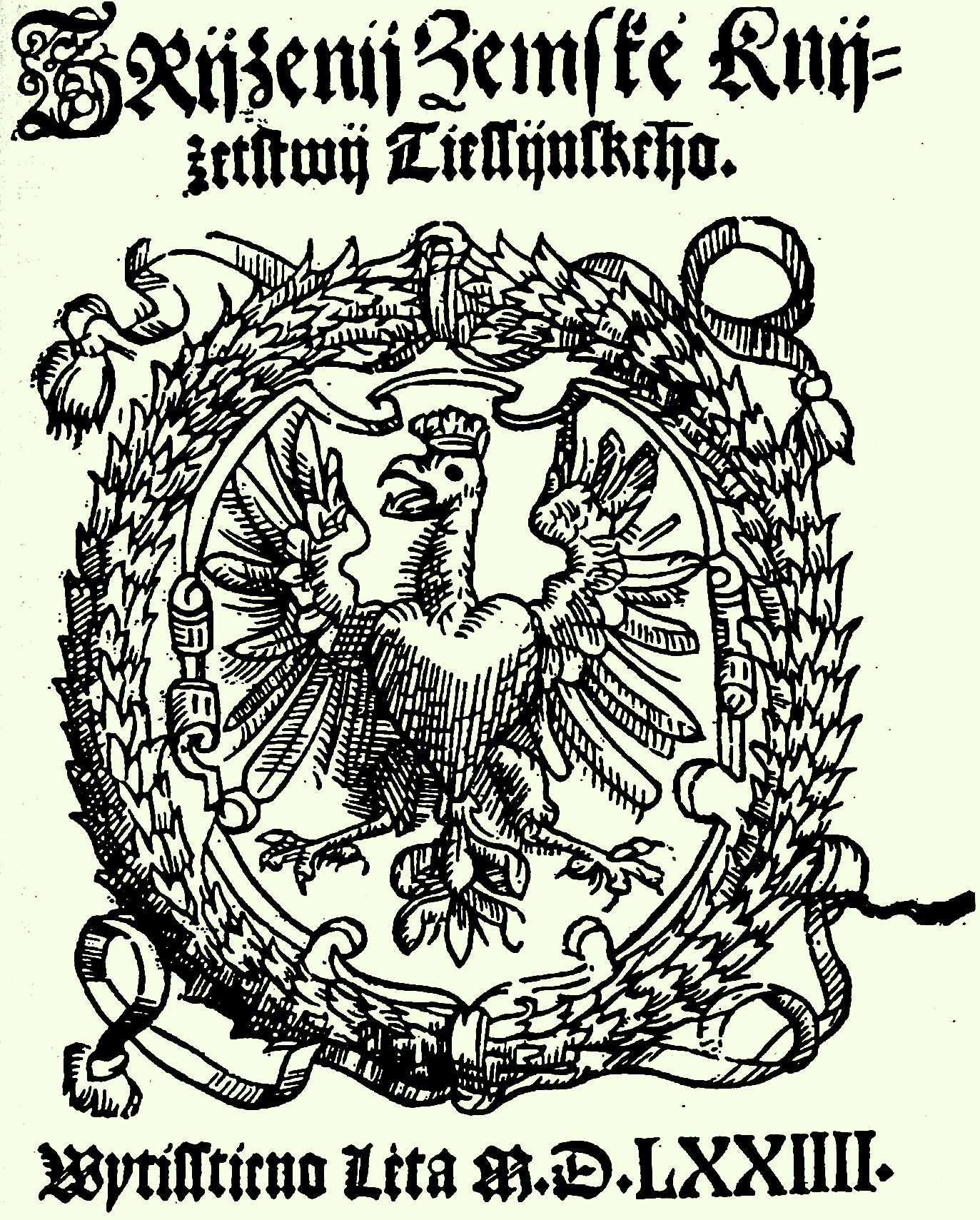
Portada de la Constitución del Ducado de Teschen (impreso en checo), emitido por el duque Venceslao III Adán en 1573.

Después de la muerte de Miecislao en 1315, su hijo mayor Vladislao tomó las tierras de Cieszyn al este del río Biała y fundó el Ducado de Oświęcim. El hijo más joven Casimiro I retuvo la parte occidental y en 1327 juró homenaje al rey de Bohemia, Juan de Luxemburgo. Después de esto, Cieszyn pasó a ser un feudo del Reino de Bohemia, y posteriormente de la Corona de Bohemia. Los gobernantes Piastas locales a menudo poseyeron territorios fuera del propio ducado de Těšín, por ejemplo el Ducado de Siewierz, mitad de Głogów y algunas partes de Bytom.
Después de la muerte del duque Boleslao I en 1431, el gobierno sobre el ducado fue compartido entre su esposa Eufemia y sus cuatro hijos. En 1442 el ducado fue dividido entre los hijos quienes eran todos formalmente Duques de Těšín, aunque el control real sobre el ducado pasó a Boleslao II y Premislao II, quien después de la muerte de Boleslao II en 1452 gobernó en solitario. Durante el reinado del Duque Venceslao III Adán, a partir de 1528, el ducado cambió al Protestantismo según la regla cuius regio, eius religio. Su hijo y sucesor Adán Venceslao volvió de nuevo al Catolicismo en 1610. En la década de 1570 el duque tuvo que lidiar con problemas financieros y tuvo que vender la mayoría de ciudades como ciudades libres del estado, incluyendo el territorio estatal de Bielsko.
El gobierno de los Piastas en Cieszyn continuó hasta 1653, finalizando con la muerte del último de sus vástagos, la Duquesa Isabel Lucrecia, después de la cual el ducado pasó directamente a los monarcas de Bohemia, en ese tiempo el emperador de los Habsturgo Fernando III y su hijo, el rey Fernando IV.

### Gobierno de los Habsburgo
La dinastía Habsburgo gobernó Teschen a partir de 1653. En 1722 el emperador Carlos VI de Habsburgo lo concedió al Duque Leopoldo de Lorena en compensación por los derechos de su abuela materna sobre el Ducado de Montferrato en el norte de Italia, que el emperador se había apoderado y entregado a los Duques de Saboya en 1708 como parte de su pacto de alianza. El hijo de Leopoldo, el emperador Francisco I del Habsburgo-Lorena posteriormente lo concedió a su hija mayor (superviviente), María Cristina, quien en 1766 contrajo matrimonio con el Príncipe Alberto de Sajonia, quien de este modo pasó a ser conocido coloquialmente como el Duque de Sajonia-Teschen.
Aunque la mayor parte de Silesia pasó al Reino de Prusia en 1742 después de la Primera Guerra Silesia, Teschen permaneció bajo control austriaco como parte de la Silesia austríaca. El matrimonio de Alberto y María Cristina no tuvo hijos, y después de la muerte del enviudado Alberto en 1822 el ducado pasó a su hijo adoptivo, el Archiduque Carlos de Austria, quien se convirtió en Duque de Teschen (Herzog von Teschen) lo que dio inicio a la rama de Teschen de la dinastía Habsburgo-Lorena. El título fue transmitido en su línea dinástica, primero a su hijo mayor Alberto Federico, y después en 1896 al sobrino de Alberto Federico, al Archiduque Federico María.
Con la Silesia austríaca, los territorios de Teschen pasaron a formar parte del Imperio austríaco en 1804 y como territorio de Cisleitania de la corona de Austria-Hungría en 1867. Al fin de la I Guerra Mundial el ducado fue disuelto con la disolución de Austria-Hungría.

### Consecuencias
Con el fin de la I Guerra mundial fueron establecidos gobiernos autónomos locales polaco y checo en el territorio de Cieszyn, que el 5 de noviembre de 1918 firmaron un acuerdo ínterin bajo el cual el territorio —incluyendo la propia ciudad de Cieszyn— fue dividido a lo largo del río Olza (Olše, Olsa). La convención sin embargo fracasó en resolver el conflicto fronterizo entre los estados de nueva creación de Checoslovaquia y la Segunda República Polaca, que reclamaba áreas más extensas del anterior ducado de Cieszyn con predominante población de habla polaca. El continuado conflicto escaló cuando tropas checoslovacas cruzaron el Olza el 23 de enero de 1919, dando inicio a la Guerra polaco-checoslovaca.
Los choques armados continuaron hasta el 31 de enero, pero ninguno de los beligerantes obtuvo beneficios: en la Conferencia de Spa de 1920 fue confirmada la división del antiguo ducado a lo largo del Olza. La parte oriental de la Silesia de Cieszyn fue incorporada al polaco Voivodato Autónomo de Silesia, mientras que la parte occidental (incluyendo la región de Zaolzie) pasó a formar parte de Checoslovaquia. Esto fue confirmado el 5 de agosto de 1920 en la Conferencia de Embajadores. En 1945 la población alemana fue expulsada.

## Demografía

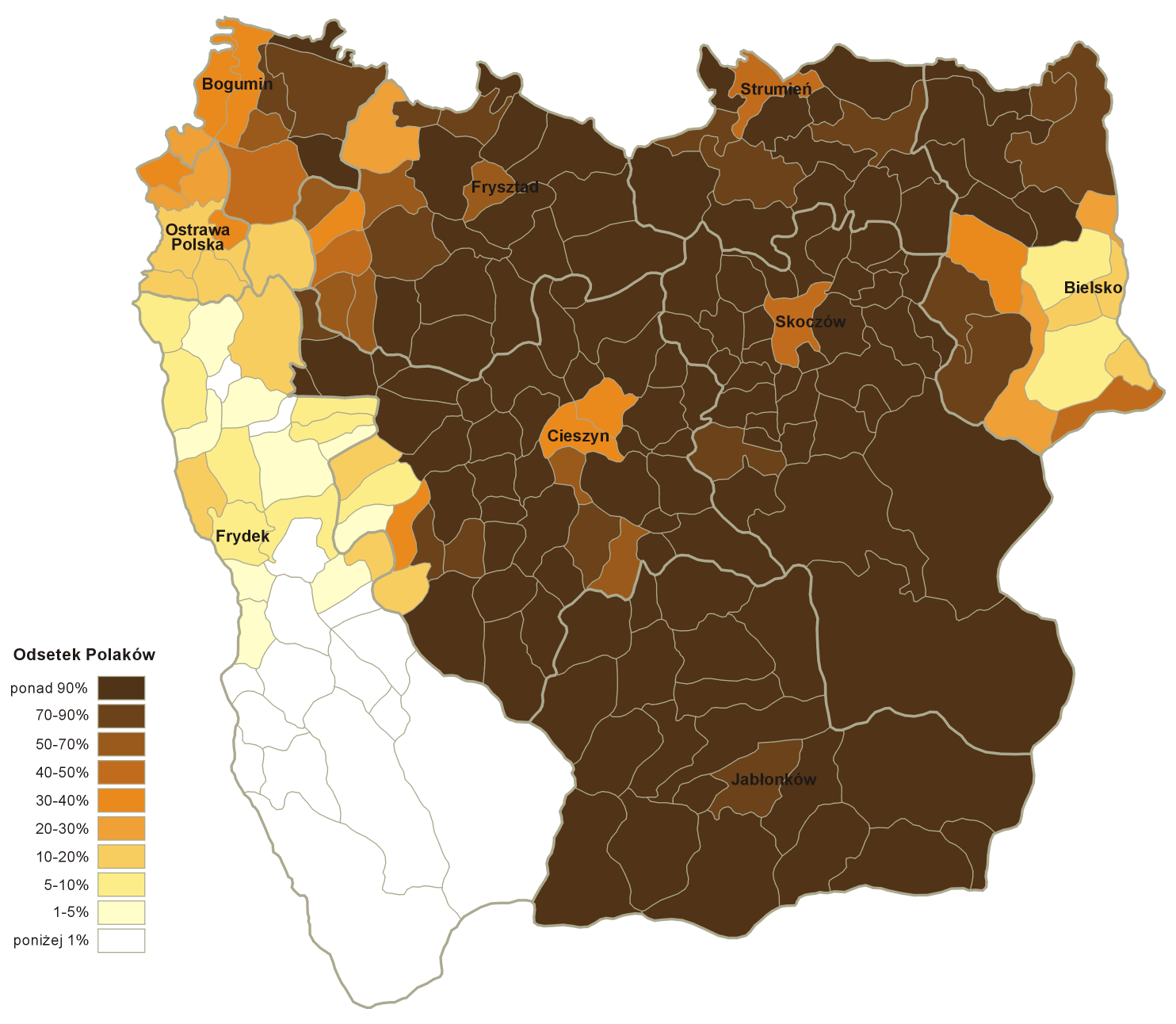
Censo austríaco de 1910 - porcentaje de población de habla polaca
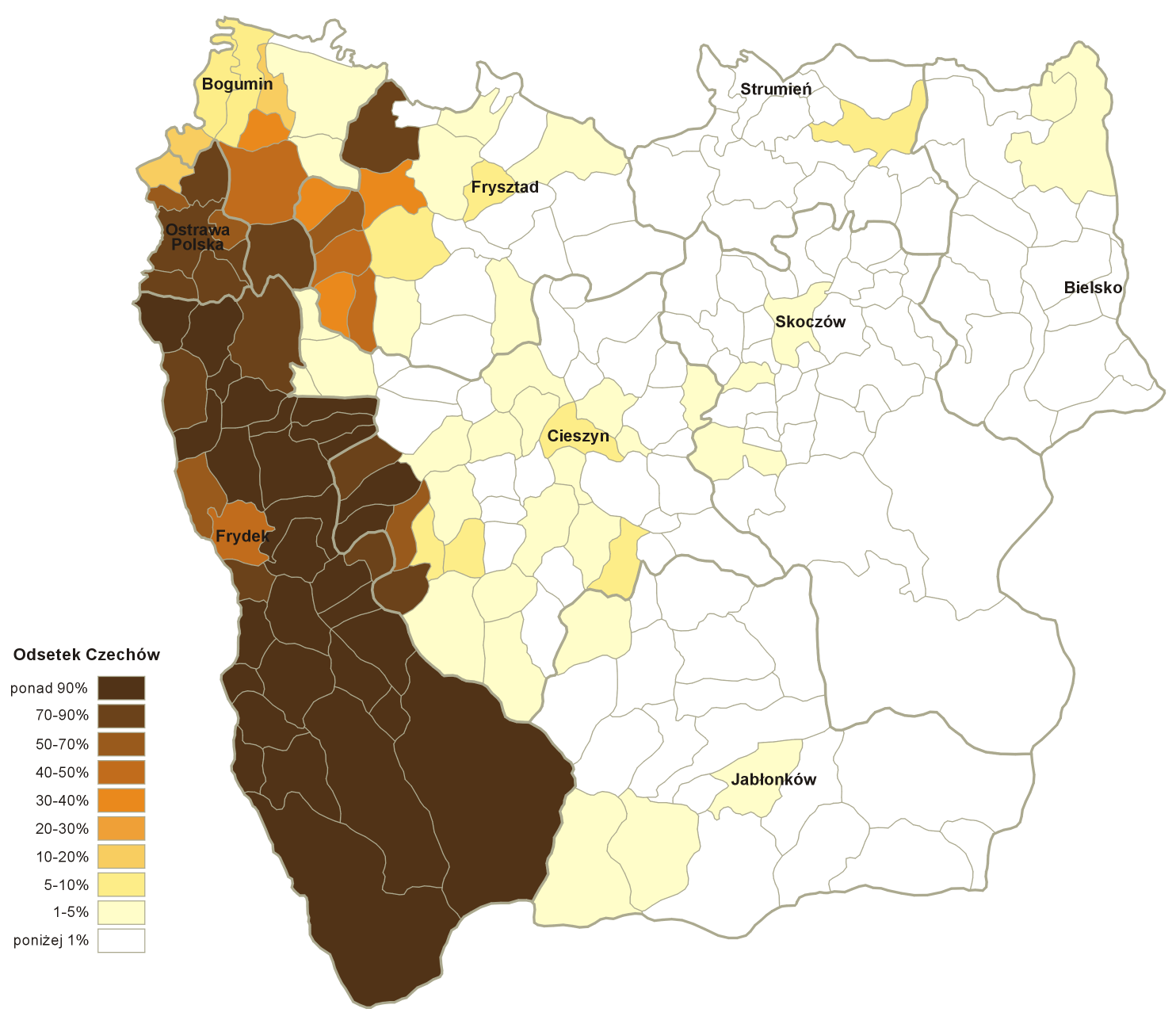
Censo austríaco de 1910 - porcentaje de población de habla checa
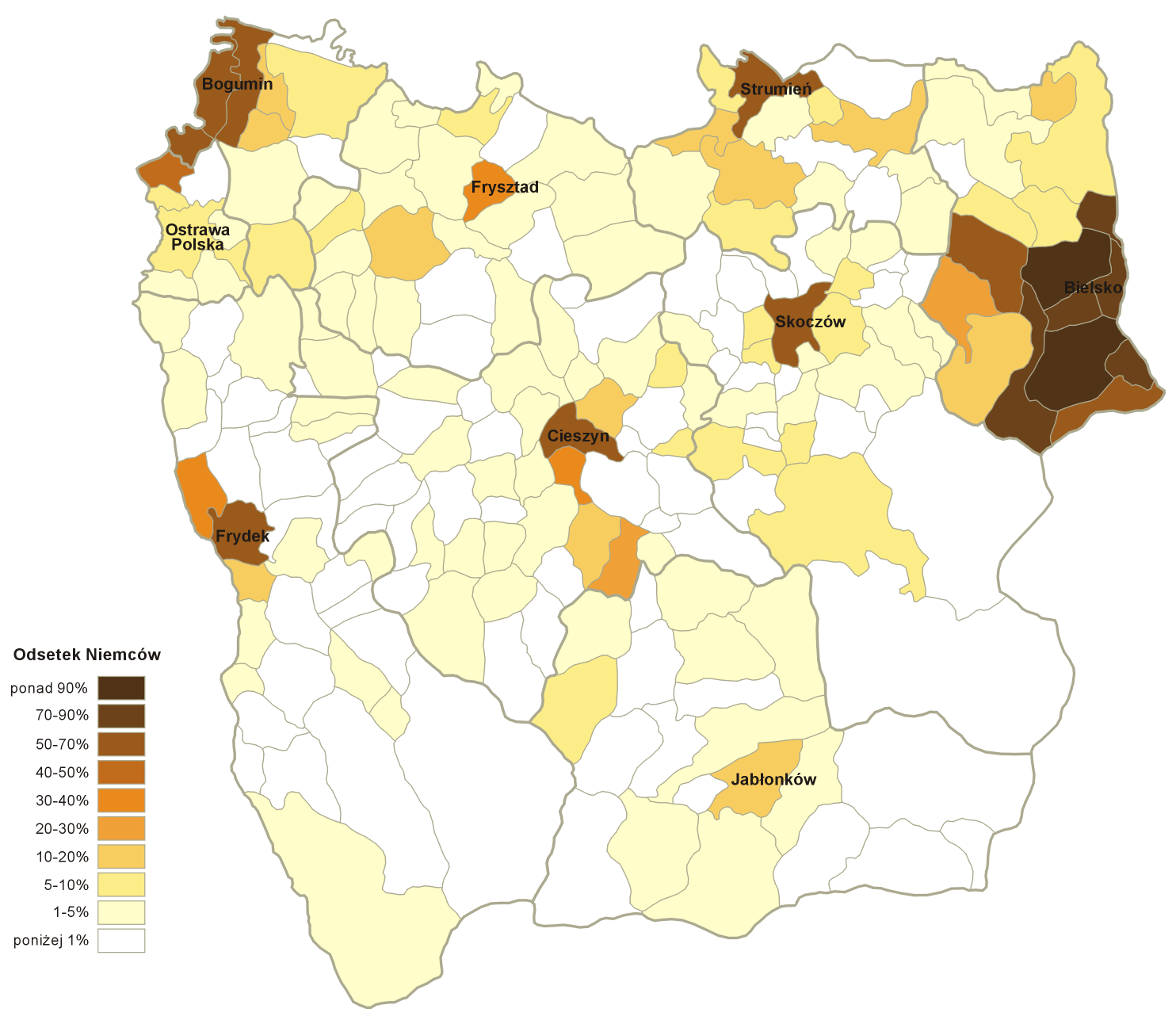
Censo austríaco de 1910 - porcentaje de población de habla alemana

Según el censo austriaco tomado en 1910, el ducado tenía alrededor de 350.000 habitantes: 54,8% polaco-hablantes, 27,1% checo-hablantes y 18,1% germano-hablantes.

## Duques de Teschen

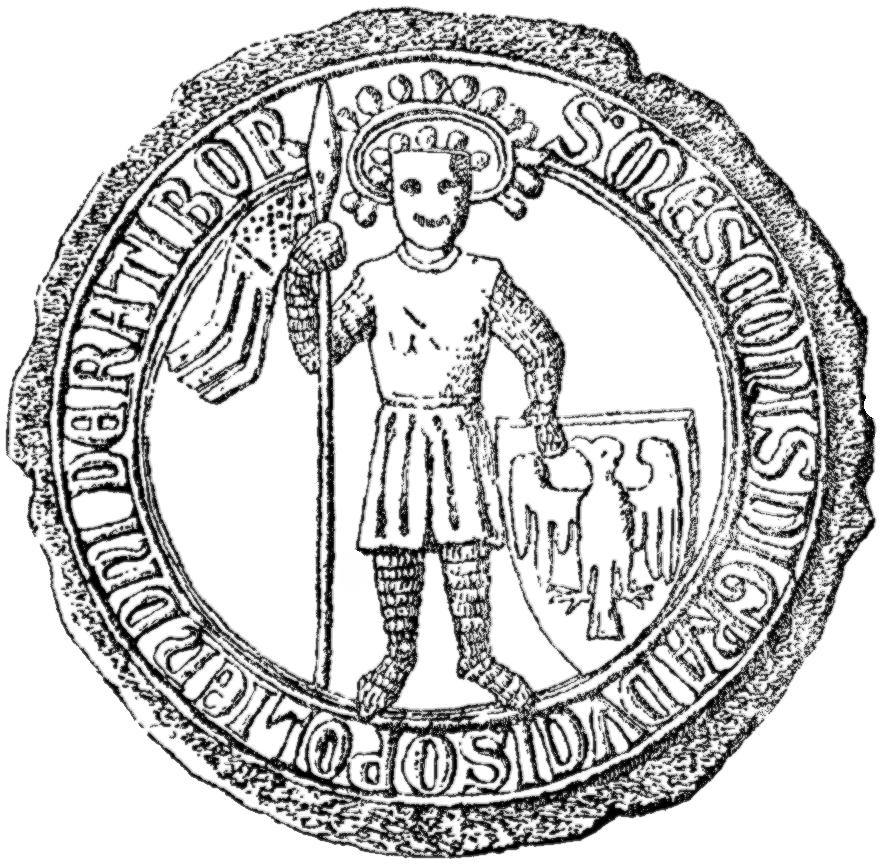
Sello del primer Duque Miecislao I (1288).

### Piastas de Silesia
- 1290-1315 Miecislao I
- 1315-1358 Casimiro I, hijo, juró homenaje al rey Juan de Bohemia en 1327.
- 1358-1410 Premislao I Noszak, hijo
- 1410-1431 Boleslao I, hijo
- 1431-1442 Eufemia de Masovia, su viuda, como regente de sus hijos menores:
  - 1431-1442 Venceslao I, se convirtió en Duque de Siewierz y Bielsko.
  - 1431-1442 Valdislao, Duque de Głogów.
  - 1431-1452 Boleslao II
  - 1431-1477 Premislao II
- 1477-1528 Casimiro II
  - 1518-1524 Venceslao II, hijo, cogobernante con su padre.
- 1528-1579 Venceslao III Adán, hijo de Venceslao II.
- 1579-1617 Adán Venceslao, hijo
- 1617-1625 Federico Guillermo, hijo, no dejó herederos varones.
  - 1625-1653 Isabel Lucrecia, hermana.

Reversión a las Tierras de la Corona de Bohemia, gobernadas por la Casa de Habsburgo desde 1526.

### Dinastía Habsburgo
- 1653-1657 Fernando III

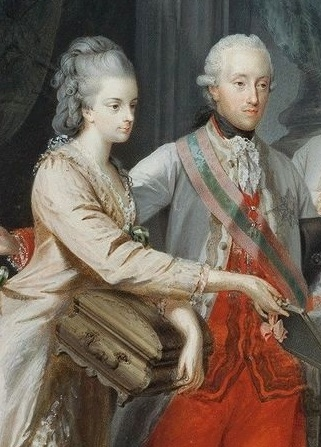
Duques María Cristina y Alberto Casimiro.

  - 1653-1654 Fernando IV, hijo, cogobernante con su padre.
- 1657-1705 Leopoldo I
- 1705-1711 José I
- 1711-1722 Carlos II (Emperador Carlos VI)

En 1722 el emperador Carlos VI invistió a su sobrino Leopoldo de Lorena con el título ducal.

### Casa de Habsburgo-Lorena
- 1722-1729 Leopoldo José de Lorena
- 1729-1765 Francisco I Esteban, hijo, marido de María Teresa, emperador del Sacro Imperio desde 1745.
- 1765-1766 Emperador José II, hijo
- 1766-1797 Archiduquesa María Cristina de Austria
  - 1766-1822 Príncipe Alberto Casimiro de Sajonia, marido
- 1822-1847 Archiduque Carlos de Austria, hijo adoptivo
- 1847-1895 Archiduque Alberto de Austria, hijo
- 1895-1918 Archiduque Federico de Austria, sobrino, expulsado.

## Mapas antiguos

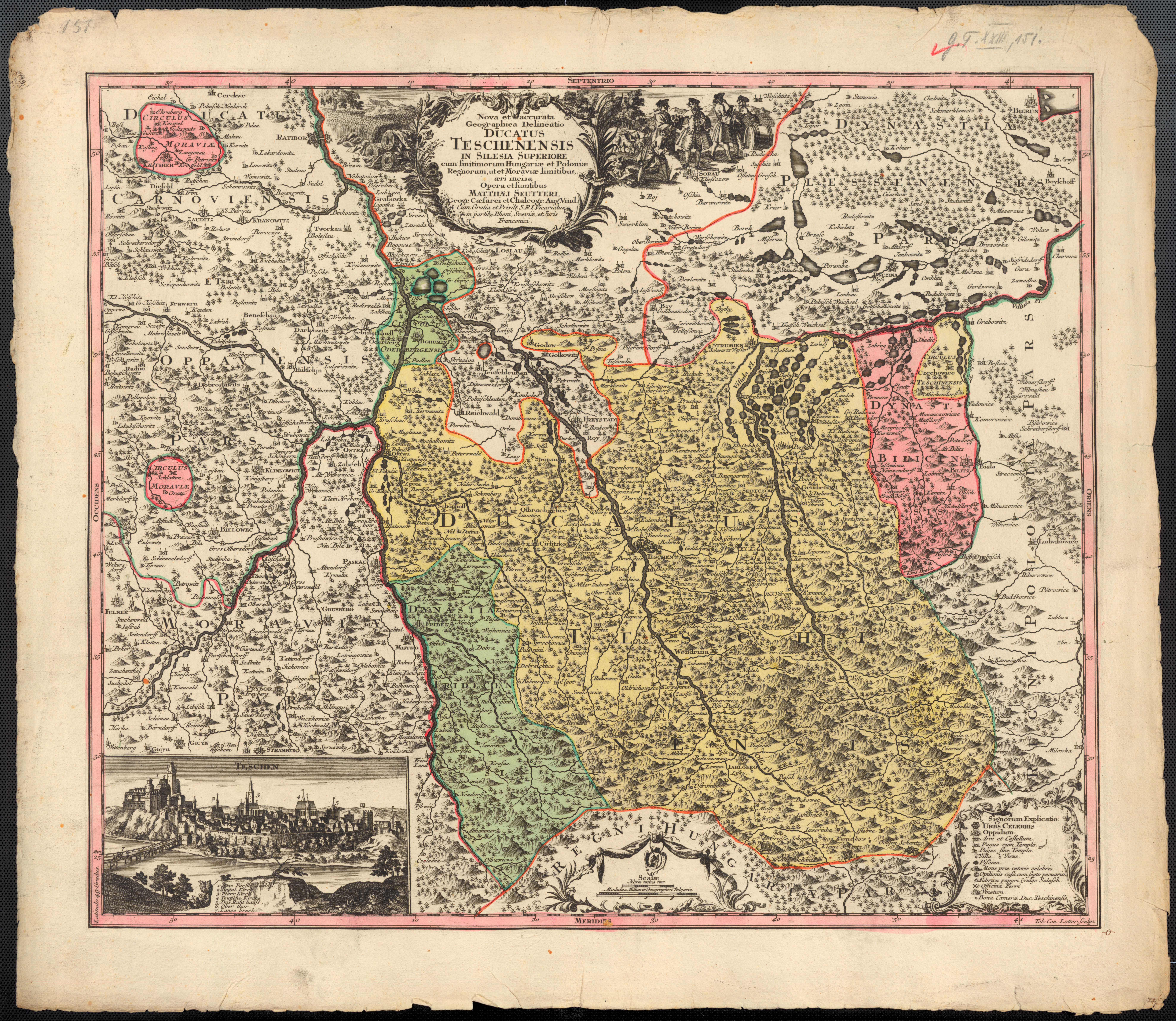
El Ducado de Teschen: mapa del siglo XVII/XVIII por Matthäus Seutter
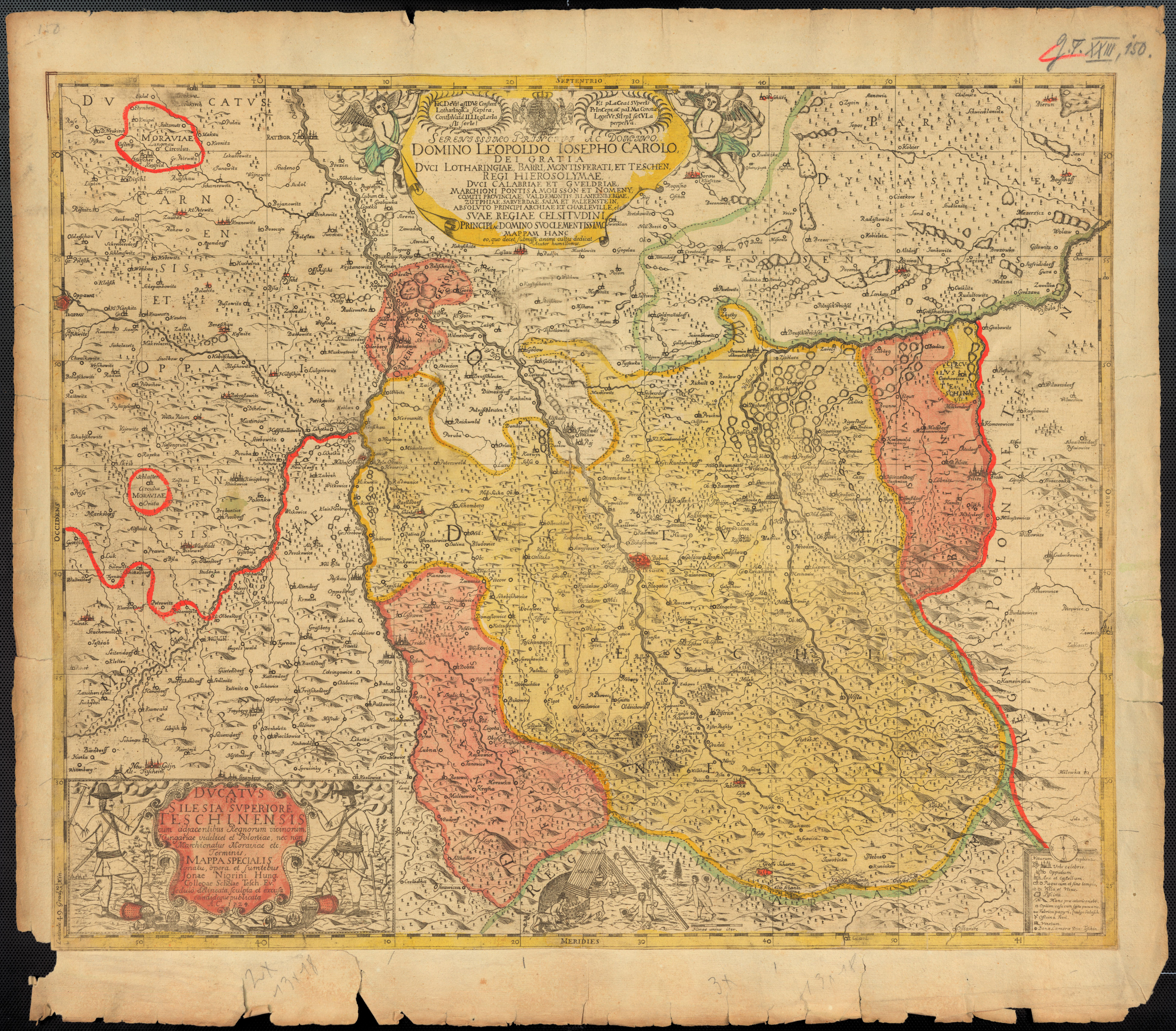
El Ducado de Teschen en 1724, por Jonas Nigrinus
El Ducado de Teschen en 1736, por Matthaeus Schubarth
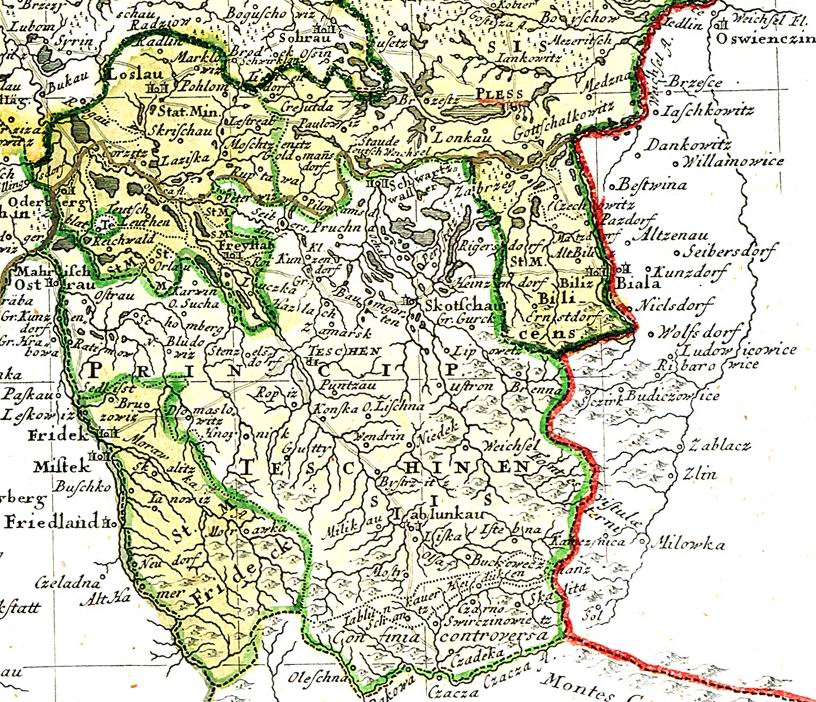
El Ducado de Teschen. Mapa de 1746 por Johann Homann
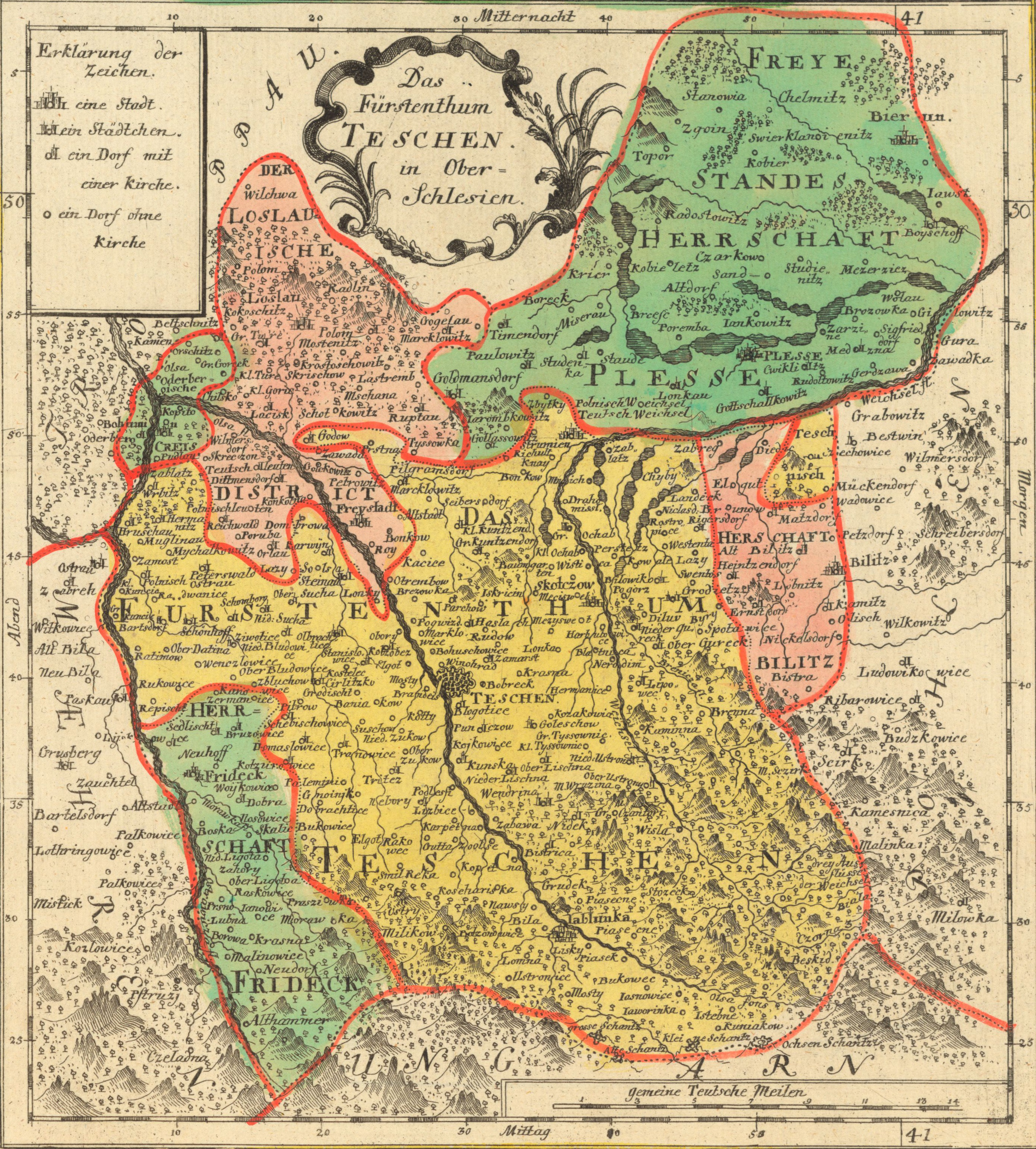
Mapa del siglo XVII/XVIII del Ducado de Teschen por Joh David Schleuen
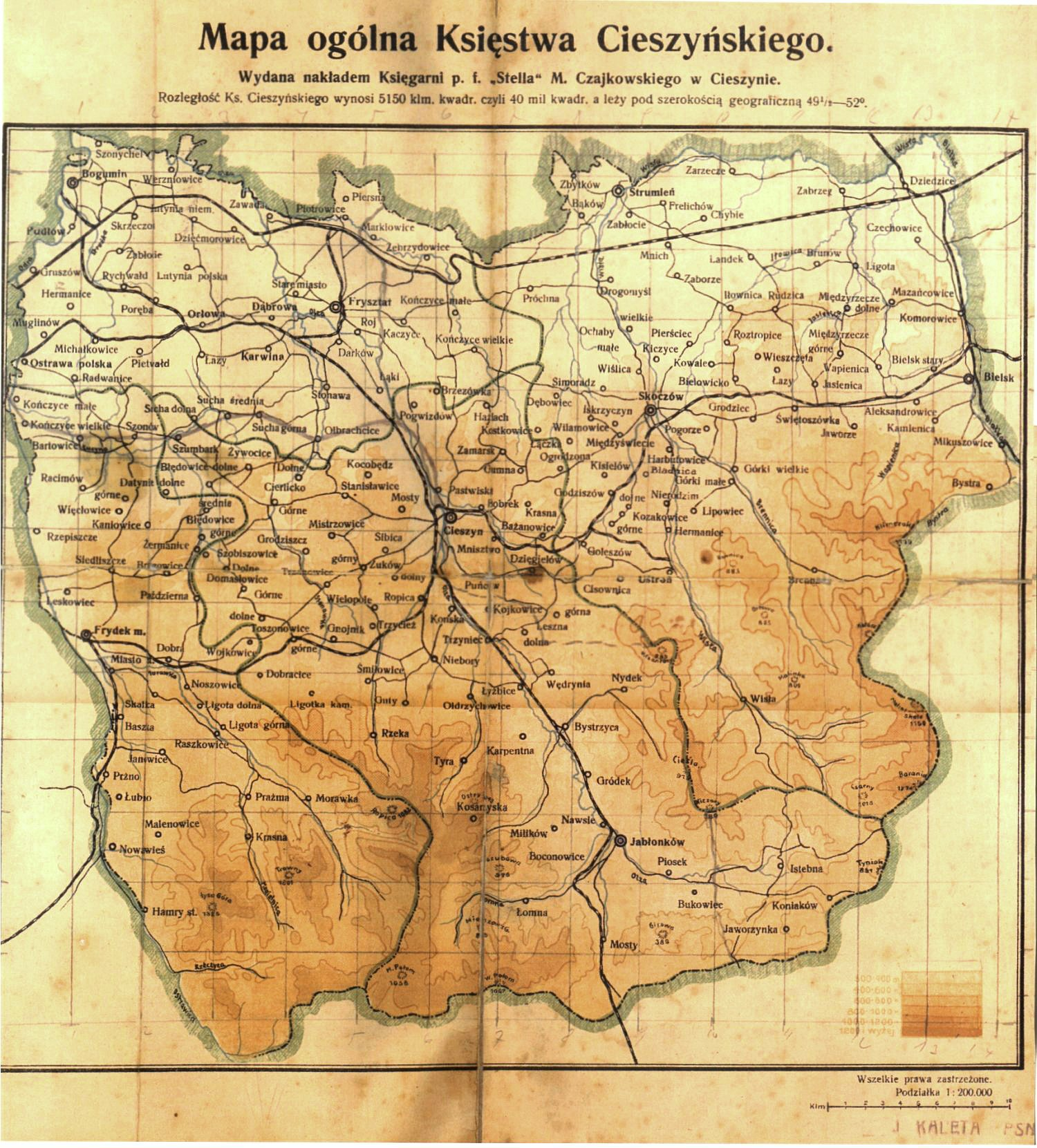
Mapa polaco del Ducado de Cieszyn, siglo XX